# Prix de la série
Le prix de la série est l’un des prix remis lors du Festival d’Angoulême. Il récompense la meilleure série de bande dessinée dont l’un des albums est paru l’année précédant le festival. Décerné pendant trois ans de 2004 à 2006, il figure de nouveau depuis 2010 parmi les « fauves d’Angoulême ». Il est alors précisé que le prix récompense une œuvre développée sur plusieurs volumes (à partir de quatre), quel que soit le nombre total de volumes de la série. Trois des œuvres primées ne respectent pas ce critère.

## Lauréats
| Année | Titre                                | Dessinateur                         | Scénariste                          | Pays                    | Maison d'édition | Tomes |
| ----- | ------------------------------------ | ----------------------------------- | ----------------------------------- | ----------------------- | ---------------- | ----- |
| 2004  | 20th Century Boys !                  | Naoki Urasawa                       | Naoki Urasawa                       |                         | Panini Comics    | 10    |
| 2005  | Les Formidables Aventures de Lapinot | Lewis Trondheim                     | Lewis Trondheim                     |                         | Dargaud          | 9     |
| 2006  | Blacksad                             | Juanjo Guarnido                     | Juan Díaz Canales                   |                         | Dargaud          | 3     |
| 2010  | Jérôme K. Jérôme Bloche              | Alain Dodier                        | Alain Dodier                        |                         | Dupuis           | 21    |
| 2011  | Il était une fois en France          | Sylvain Vallée                      | Fabien Nury                         | Glénat                  | 4                |       |
| 2012  | Cité 14                              | Romuald Reutimann                   | Pierre Gabus                        | Les Humanoïdes associés | 7                |       |
| 2013  | Aâma                                 | Frederik Peeters                    | Frederik Peeters                    |                         | Gallimard        | 2     |
| 2014  | Fuzz & Pluck t. 2 : Splitsville      | Ted Stearn                          | Ted Stearn                          |                         | Cornélius        | 2     |
| 2015  | Lastman, t. 6                        | Bastien Vivès                       | Bastien Vivès                       |                         | Casterman        | 6     |
| 2015  | Lastman, t. 6                        | Balak                               |                                     |                         | Casterman        | 6     |
| 2015  | Lastman, t. 6                        | Michaël Sanlaville                  |                                     |                         | Casterman        | 6     |
| 2016  | Miss Marvel                          | Adrian Alphona                      | G. Willow Wilson                    |                         | Panini Comics    | 2     |
| 2017  | Chiisakobé                           | Minetarō Mochizuki                  | Minetarō Mochizuki                  |                         | Le Lézard noir   | 4     |
| 2018  | Megg, Mogg & Owl                     | Simon Hanselmann                    | Simon Hanselmann                    |                         | Misma            | 4     |
| 2019  | Dansker                              | Halfdan Pisket                      | Halfdan Pisket                      |                         | Presque lune     | 3     |
| 2020  | Dans l'abîme du temps                | Gō Tanabe (d'après H. P. Lovecraft) | Gō Tanabe (d'après H. P. Lovecraft) |                         | Ki-oon           | 2     |
| 2021  | Paul à la maison                     | Michel Rabagliati                   | Michel Rabagliati                   |                         | La Pastèque      | 9     |
| 2022  | Spirou ou l'espoir malgré tout       | Émile Bravo                         | Émile Bravo                         |                         | Dupuis           | 4     |
| 2023  | Les Liens du sang                    | Shūzō Oshimi                        | Shūzō Oshimi                        |                         | Ki-oon           | 11    |
| 2024  | The Nice House on the Lake           | Álvaro Martínez Bueno               | James Tynion IV                     |                         | Urban Comics     | 2     |
| 2025  | Dementia 21                          | Shintaro Kago                       | Shintaro Kago                       |                         | Huber            | 2     |